# Dorian Çollaku
Dorian Çollaku, född 2 juni 1977, är en albansk friidrottare. Han deltog vid olympiska sommarspelen 2004 och olympiska sommarspelen 2008.